# طيران العالمية
طيران العالمية هي شركة طيران ليبية، تتخذ من مطار معيتيقة الدولي في العاصمة الليبية طرابلس مقراً لعملياتها.
تسير رحلات داخلية إلى مطار بنينا الدولي في بنغازي وإلى مطار مصراتة الدولي في مدينة مصراتة وإلى مطار الأبرق الدولي في مدينة البيضاء و إلى مطار سبها الدولي في مدينة سبها و إلى مطار غات في مدينة غات بالإضافة إلى رحلات دولية إلى مطار قرطاج الدولي في تونس العاصمة في دولة تونس 

## الوجهات
| المطار  | الوجهات                                      |
| ------- | -------------------------------------------- |
| معيتيقة | بنغازي - البيضاء - مصراتة -سبها - تونس - غات |

## الأسطول
| الطائرة               | في الخدمة | الترقيم              |
| --------------------- | --------- | -------------------- |
| إمبراير إي آر جيه 145 | 3 طائرات  | 5A-GAB 5A-GAC 5A-GAD |